# Theodorus Verhoeven
Theodorus (Theo) Lambertus Verhoeven (* 1907; † 1990) war ein niederländischer Priester und Missionar S.V.D. der römisch-katholischen Kirche, der in den 1950er- und 1960er-Jahren an den katholischen Priesterseminaren Mataloko und Ritapiret auf der indonesischen Insel Flores tätig war. Seine archäologischen und paläontologischen Ausgrabungen auf Flores – zwischen 1950 und 1967 unter anderem im Soa-Becken und in der Höhle Liang Bua – wiesen anderen Forschern in den 1990er-Jahren den Weg zu ergiebigen Fossillagerstätten und führten unter anderem 2003 zur Entdeckung des Homo floresiensis. Sein Name wird im wissenschaftlichen Schrifttum manchmal zu Theodor Verhoeven verkürzt.

## Leben
Theodorus Verhoeven studierte an der Universität Utrecht klassische Sprachen und wurde 1948 mit einer Dissertation Studiën over Tertullianus’ Adversus Praxean, voornamelijk betrekking hebbend op Monarchia, Oikonomia, Probola in verband met de Triniteit promoviert. Er lebte, mit einer Unterbrechung von eineinhalb Jahre, die er größtenteils in Holland verbrachte, fast 16 Jahre lang auf Flores, wo er bereits 1950 erstmals den späteren Fundort des Homo floresiensis, die Höhle Liang Bua, besuchte, die früher als Grundschule genutzt war.

## Paläontologische Forschung auf Flores
1956 lenkte der Raja von Nage Keo Verhoevens Aufmerksamkeit auf die im Soa-Becken, nahe der aufgegebenen Ortschaft Ola Bula, durch Erosion zutage tretenden Knochen. Das Ergebnis seiner großflächigen Grabungen – vor allem zahlreiche Funde von Stegodon-Knochen – publizierte Verhoeven erstmals 1958. Nach einem Streit mit dem Raja über die Höhe des Entgelts für weitere Grabungen suchte Verhoeven nach Alternativen im Soa-Becken, die er rund 3,5 Kilometer von Ola Bula fand. An den Mata Menge, Lemba Menge und Boa Lesa genannten Fundstellen legte er ab 1963 neben weiteren Stegodon-Fossilien erstmals auch Steinwerkzeuge frei, unter anderem Chopper und Faustkeile. Verhoeven schloss daraus, dass Stegodon und frühe Individuen der Gattung Homo gleichzeitig auf Flores gelebt hatten. Weil auf Java nachgewiesen worden war, dass dort Homo erectus und Stegodon vor rund 750.000 Jahren koexistierten, vermutete Verhoeven in einer 1968 veröffentlichten Schrift zudem, dass die Steinwerkzeuge von Flores ähnlich alt seien und Homo erectus demnach auch Flores besiedelt hatte. Weitere Ausgrabungen festigten diese Vermutung und schlugen sich 1970 in zwei Publikationen nieder, die gemeinsam mit einem Priester-Anthropologen, Johannes Maringer vom Anthropos-Institut, veröffentlicht wurden.
Die hauptberuflich tätigen Paläoanthropologen misstrauten jedoch den Schlussfolgerungen der beiden Priester: Zum einen wurde bezweifelt, dass die entdeckten Steine tatsächlich bearbeitete Werkzeuge waren, zum anderen wurde der Datierung kein Glauben geschenkt und unterstellt, dass die Steinwerkzeuge jünger seien und zufällig in tiefere, Stegodon-führende Bodenschichten geraten sein könnten. Zudem war Flores selbst während der Eiszeiten stets vollständig von Wasser umgeben, es gab starke Strömungen zwischen den benachbarten Inseln, und man traute dem Homo erectus nicht zu, dass er hochseetüchtige Wasserfahrzeuge bauen konnte. Zur Missachtung von Verhoevens Schlussfolgerungen trug ferner bei, dass Verhoevens Veröffentlichungen zumeist auf Deutsch und nicht auf Englisch erschienen.
Ernst genommen wurden Verhoevens Studien erst Ende der 1970er-Jahre, nachdem er in Zusammenhang mit seinen Funden auf Flores, besucht wurde von Paul Sondaar (1934–2003) von der Universität Utrecht, einem Schüler von Gustav Heinrich Ralph von Koenigswald. 1992 und 1994 erbrachten Feldstudien durch Sondaar, Fachroel Aziz und andere tatsächlich, dass erneut bei Mata Menge geborgene Steinwerkzeuge und Stegodon-Knochen rund 730.000 Jahre alt sind; doch auch diese Datierung wurde von der Fachwelt zunächst angezweifelt. Erst nachdem 1998 eine Altersbestimmung weiterer Funde per Zirkon-Spaltspurendatierung in der Fachzeitschrift Nature veröffentlicht worden war, wurde die Interpretation der Funde von Flores, wie sie Verhoeven bereits 40 Jahre zuvor publiziert hatte, anerkannt. Die nachfolgende, gezielte Suche nach weiteren Spuren dieser frühen Besiedelung durch Homo führte 2003 zur Entdeckung von Homo floresiensis in der Höhle Liang Bua.
Außer den Grabungen im Soa-Becken hatte Verhoeven zahlreiche Kalkstein-Höhlen archäologisch untersucht, darunter neben Liang Bua auch Liang Panas, Liang Michael, Liang Momer, Liang Toge, Batu Cermin, Liang Melima und Liang Tekip.

## Ehrungen
Nach Theodorus Verhoeven wurde eine fossil überlieferte, auf der Insel Flores endemisch gewesene Art der Flores-Riesenratten benannt, Papagomys theodorverhoeveni.

## Belege
1. ↑  Bo Beolens, Michael Watkins, Michael Grayson: The eponym dictionary of mammals. The Johns Hopkins University Press, Baltimore 2009, ISBN 978-0-8018-9304-9, S. 428.
2. 1 2  Mike J. Morwood et al.: Preface: research at Liang Bua, Flores, Indonesia. In: Journal of Human Evolution. Band 57, Nr. 5, 2009, S. 437–449, doi:10.1016/j.jhevol.2009.07.003.
3. 1 2 3  Fachroel Aziz, Michael J. Morwood: Introduction: Pleistocene Geology, Palaeontology and Archaeology of the Soa Basin, Central Flores, Indonesia. In: Fachroel Aziz, Michael J. Morwood, Gert D. van den Bergh (Hrsg.): Pleistocene Geology, Palaeontology and Archaeology of the Soa Basin, Central Flores, Indonesia. Publication of the Centre for Geological Survey, Ministry of Energy and Mineral Resources, Republic of Indonesia, Special Publication No. 36, 2009, S. 1–17. ISSN 0852-873X.
4. ↑  Theodor Verhoeven: Pleistozäne Funde in Flores. In: Anthropos. Band 53, 1958, S. 264–265.
5. ↑  Theodor Verhoeven: Vorgeschichtliche Forschungen auf Flores, Timor und Sumba. In: Anthropica, Gedenkschrift zum 100. Geburtstag von P. Wilhelm Schmidt. In: Studia Instituti Anthropos. Band 21, St. Augustin 1968, S. 393–404.
6. ↑  Johannes Maringer, Theodor Verhoeven: Die Steinartefakte aus der Stegodon-Fossilschicht von Mengeruda auf Flores, Indonesien. In: Anthropos 65, 1970, S. 229–247.
Johannes Maringer, Theodor Verhoeven: Note on some stone artifacts in the National Archeological Institute of Indonesia at Djakarta, collected from the Stegodon-fossil bed at Boaleza in Flores. In: Anthropos. Band 65, 1970, S. 638–639.
7. ↑  Paul Yves Sondaar et al.: Changement de faune au Pléistocène moyen et colonisation de l'île de Flores (Indonésie) par Homo erectus. In: Comptes rendus de l’Académie des sciences. Série 2. Sciences de la terre et des planètes. Band 319, Nr. 10, 1994, S. 1255–1262, ISSN 1251-8050.
8. ↑  Mike J. Morwood et al.: Fission-track ages of stone tools and fossils on the east Indonesian island of Flores. In: Nature. Band 392, 1998, S. 173–176, doi:10.1038/32401.
 Abbildungen der 1994 entdeckten Steinwerkzeugfunde aus Mata Menge. (Memento vom 18. Oktober 2006 im Internet Archive) Herkunft: Mike J. Morwood et al., Fission-track ages..., 1998.

| Personendaten    | Personendaten                               |
| ---------------- | ------------------------------------------- |
| NAME             | Verhoeven, Theodorus                        |
| ALTERNATIVNAMEN  | Verhoeven, Theodor; Verhoeven, Theodorus L. |
| KURZBESCHREIBUNG | niederländischer Missionar und Paläontologe |
| GEBURTSDATUM     | 1907                                        |
| STERBEDATUM      | 1990                                        |